# Ministère de la Culture (Pérou)
Pour les articles homonymes, voir Ministère de la Culture.
Le ministère de la Culture (espagnol : Ministerio de Cultura) est le département du pouvoir exécutif chargé des affaires liées à la culture au Pérou. L'actuel ministre de la Culture est Alejandro Neyra.

## Histoire
En 2001, sous le gouvernement du président Alejandro Toledo, la Commission Nationale de la Culture est instaurée. Elle avait pour mission la préparation des directives de politique culturelle afin de former les bases du ministère à venir.
Avec l’arrivée au pouvoir du président Alan García en 2006, plusieurs projets de loi visant à former un ministère de la culture ont généré deux positions divergentes.
En 2010, le ministère de la Culture est enfin créée par la Loi Nº 29565. Ce nouveau département ministériel se place à la tête du domaine culturel et remplit ses fonctions à travers ses deux sous-ministères : de l’Interculturalité et du Patrimoine culturel et des industries culturelles. Le 4 septembre 2010, Juan Ossio Acuña, un anthropologue péruvien, est devenu le premier ministre de la Culture au Peróu.

## Organisations affiliées
Les principales organisations affiliées au ministère de la Culture sont listées ci-dessous :
1. Institut national de la Culture (INC)
2. Bibliothèque nationale du Pérou
3. Archives générales de la Nation (AGN)
4. Académie majeure de la langue quechua
5. Institut national du développement des peuples andins, amazoniens et afro-péruvien (Indepa)
6. Institut de radiodiffusion et télédiffusion péruvienne